# Bernhard Cullmann
Bernhard Cullmann (Rötsweiler, 1 de novembre de 1949) és un exfutbolista alemany de la dècada de 1970.

## Trajectòria esportiva
Començà la seva carrera el 1969 al SpVgg Porz, fins que fitxar pel 1. FC Köln el 1970. Disputà 341 partits a la Bundesliga fins a la seva retirada el 1983. Fou 40 cops internacional amb Alemanya Federal entre 1973 i 1980, marcant sis gols. Participà en el Mundial 1974 (on fou campió del món) i 1978 i a l'Eurocopa 1980 (essent també campió). Entre 1991 i 1996 formà part de la junta directiva del Colònia. El seu fill Carsten Cullmann també ha estat jugador del club.